# コープきんき事業連合
生活協同組合連合会コープきんき事業連合（せいかつきょうどうくみあいれんごうかいこーぷきんきじぎょうれんごう）は、大阪府大阪市に主たる事務所をおく日本の関西地方周辺の消費生活協同組合（消費生協）連合会である。加盟生協は7法人。兵庫県にある日本最大生協のコープこうべは参加していない。

## 概説
2003年7月設立。大阪府の生活協同組合おおさかパルコープ、大阪よどがわ市民生活協同組合、大阪いずみ市民生活協同組合、京都府の京都生活協同組合、奈良県の市民生活協同組合ならコープ、滋賀県の生活協同組合コープしが、和歌山県のわかやま市民生活協同組合によって組織されている。